# Laticauda laticaudata
La Krait de mar de bandas azules (Laticauda laticaudata) es una especie de serpiente de mar

## Características
Las escalas ventrales de esta serpiente son grandes, un tercio más de la mitad de la anchura del cuerpo; las fosas nasales son laterales; las escalas nasales son separadas por internasales; 19 filas longitudinales de escalas imbricadas se encuentran en el centro del cuerpo; no hay protector pre-frontal ; las escalas rostral no están divididas; las ventrales varían entre 225-243; los subcaudales están entre 38-47 en machos, las hembras tienen 30-35 (las cuentas ventrales y subcaudal según Smith 1943:443) El labio superior es marrón oscuro. La longitud total varía con el sexo: los machos tienen 910 mm (36 pulg.), las hembras tienen 1.070 mm (42 pulgadas);la  longitud de la cola es similar: 110 mm (4,3 pulgadas).

## Distribución
Esta especie se encuentra en el océano Índico (este de la India, Sri Lanka, Myanmar, Tailandia, Indonesia, Filipinas), frente a las costas de Fujian y Taiwán (ROC), Islas Andaman, Bahía de Bengala, las costas de la península Malaya a Nueva Guinea, Japón, Polinesia, Melanesia, las Islas Salomón [McCoy 2006], Timor-Leste y Nueva Caledonia.

## Enlaces
- Wikispecies tiene un artículo sobre Laticauda laticaudata.
- Wikimedia Commons alberga una categoría multimedia sobre Laticauda laticaudata.
- Hans Breuer & William Christopher Murphy (2009-2010). «Laticauda laticaudata». Snakes of Taiwan. Archivado desde el original el 22 de octubre de 2012. Consultado el 7 de octubre de 2012.
- Peter Uetz and Jakob Hallermann. «Laticauda laticaudata (LINNAEUS, 1758)». The Reptile Database. Consultado el 7 de octubre de 2012.

- Datos: Q1907959
- Multimedia: Laticauda laticaudata / Q1907959
- Especies: Laticauda laticaudata